# Bitwa na wzgórzu Gubel
Bitwa na wzgórzu Gubel – starcie zbrojne, które miało miejsce 24 października 1531 r.
Bitwa miała miejsce na wzgórzu Gubel położonym w gminie Menzingen w kantonie Zug, pomiędzy częścią armii szwajcarskich zwolenników reformacji a katolickimi wojskami szwajcarskimi. Była ostatnim starciem II wojny kappelskiej.
Po bitwie pod Kappel, stoczonej dnia 11 października 1531 roku, zakończonej porażką oddziałów protestanckich, armia katolicka oszańcowała się w okolicach Inwil pod Baarerboden. Wszelkie próby, mające na celu wywabienie katolików ze strategicznie korzystnych pozycji, zakończyły się niepowodzeniem. Dnia 23 października oddziałom zuryskim udał się wypad kilkoma tysiącami ludzi w kierunku Sihlbrugg, gdzie kierując się przez miejscowości Neuheim i Menzingen dotarły na wzgórze Gubel, zakładając tam obóz. Armia katolicka wysłała w tym kierunku siły liczące 1400 ludzi, które miały za zadanie obserwacje poczynań przeciwnika.
Nocą niewielki oddział wojsk katolickich uderzył na obóz przeciwnika. Po drodze ich siły wzmocnione zostały 632 młodymi chłopcami z okolicy Ageri. O godzinie 2 w nocy katolicy zaatakowali obóz liczniejszych protestantów i dzięki efektowi zaskoczenia pokonali przeciwnika.
Starcie na wzgórzu Gubel ostatecznie przyczyniło się do porażki protestanckiej w II wojnie kappelskiej, zakończonej dnia 20 listopada 1531 roku.
W miejscu bitwy w roku 1559 zbudowano kaplicę, która spłonęła w roku 1780. Budowla ta była miejscem corocznych pielgrzymek mieszkańców miast katolickich. Po latach kaplicę odbudowano, a w roku 1831 powstał w niej klasztor dla kobiet.
Brak jest dokładnych danych na temat liczby żołnierzy biorących udział w starciu. Zarówno strona protestancka, jak i katolicka zaniżały swoje stany osobowe. Przyjmuje się, że strona protestancka dysponowała 5000 ludzi, podczas gdy katolicy około 600–700 żołnierzami. Jeśli chodzi o wysokość strat po obu stronach to wynieść one miały odpowiednio około 800 i 87 zabitych.